# Gramada
Gramada (bulharsky Грамада) je město ležící v severozápadním Bulharsku, v Předbalkánu, poblíž Dolnodunajské nížiny. Je správním střediskem stejnojmenné obštiny a má přibližně 1 200 obyvatel.

## Historie
Během kolektivizace v létě roku 1950 se 265 členů neúspěšně pokusilo vystoupit z nově vytvořeného zemědělského družstva. Následující zimu byli vesničané nuceně posláni na lámání kamene při výstavbě přehrady Kitka u Gorného Lomu. Nespokojenost vyvrcholila tím, že 21. března 1951 vesničané zaútočili družstevní farmu a vzali si zpět dobytek a vybavení. Todor Živkov, tajemník ústředního výboru, a Ninko Stefanov, první tajemník okresního výboru bulharské komunistické strany ve Vidinu, kteří byli v té době v Kule, odjeli do Gramady, kam bylo svoláno vesnické shromáždění, a pokusili se přesvědčit vesničany, aby se vrátili, ale byli vypískáni. Živkov nařídil, aby byl dobytek a vybavení shromážděny následující den, a za tímto účelem přivolal komunisty ze sousední vesnice Toševci. Údajně vyhrožoval použitím zbraní. Přestože se majetek vrátil zpět, téměř celá vesnice vystoupila z družstva a zůstalo jen asi 60 lidí. V odvetu bylo z vesnice násilně vystěhováno 6 rodin (25 osob). Gramada byla povýšena na město v roce 1964.

## Obyvatelstvo
Ve městě žije 1 374 obyvatel a je zde trvale hlášeno 1 306 obyvatel. Podle sčítání 1. února 2011 bylo národnostní složení následující:
- Bulhaři: 1 402 (98.2 %)
- Romové: 25 (1.8 %)